# Confédération des syndicats des travailleurs du service public (Turquie)
La Kamu Emekçileri Sendikaları Konfederasyonu (KESK - Confédération des syndicats de fonctionnaires) est une confédération syndicale turque affiliée à la Confédération syndicale internationale et à la Confédération européenne des syndicats.